# 希爾托普 (亞利桑那州)
希爾托普（英語：Hilltop）是位於美國亞利桑那州科奇斯縣的一個非建制地區。該地的面積和人口皆未知。

## 地理
希爾托普的座標為31°59′40″N 109°16′39″W / 31.99444°N 109.27750°W，而該地的平均海拔高度為1738米（即5702英尺）。